# Mario Strikers Charged Football
Mario Strikers Charged Football (Mario Strikers Charged i Nordamerika och Japan, och Mario Power Soccer i Sydkorea) är ett spel från Nintendo som släpptes till Wii den 25 maj 2007 i Sverige. Det är löst baserat på fotboll, men har en hel del unika och fantasifyllda inslag. Lagen har en lagkapten (till exempel Mario, Luigi, Donkey Kong, Yoshi och Peach) och övriga lagmedlemmar utgörs av så kallade "sidekicks" (till exempel Toads, Koopa Troopa, Birdo och Shy Guy). Alla karaktärerna har unika egenskaper och kan utföra specialtrick som är användbara vid anfall eller försvar.
Alla spelplaner från Mario Smash Football till GameCube återfinns, och resten är nya. Samtliga nya har olika egenskaper som kan utnyttjas på olika sätt för att nå framgång.

## Online
Spelet har stöd för Nintendo Wi-Fi Connection, vilket bland annat innebär att man kan spela matcher mot andra personer via Internet.

## Problem vid import
Precis som med Super Paper Mario, så kan det uppstå problem om man startar spelet på ett Wii från en annan region. PAL-versionen av spelet innehåller en uppdatering av mjukvaran som enligt vissa källor inte fungerar som den skall ifall den installeras på ett NTSC-system. Inställningsmenyn uppges förstöras. Detta problem kan endast uppstå om man har chippat sitt Wii, eftersom det annars bara går att starta spel från den egna regionen.